# A Manderley-ház asszonya (film, 2020)
A Manderley-ház asszonya (eredeti cím: Rebecca) 2020-ban bemutatott brit romantikus-thriller, melyet Ben Wheatley rendezett, valamint Jane Goldman, Joe Shrapnel és Anna Waterhouse írt. A film Daphne du Maurier 1938-as azonos című regénye alapján készült. A főszereplők Lily James, Armie Hammer, Kristin Scott Thomas, Tom Goodman-Hill, Keeley Hawes, Sam Riley és Ann Dowd. Érdekesség, hogy ez a film már a híres regény (magyarul A Manderley-ház asszonya, de eredetileg Rebecca címmel jelent meg) immár többedik (pl. 1940 és 1997) filmes ill. televíziós feldolgozása .
2020. október 16-án mutatták be a mozikban, október 21-én digitálisan jelent meg a Netflixen.

## Cselekmény
|  | Alább a cselekmény részletei következnek! |

Egy fiatal magányos nő (Lily James) egy Monte Carlo-i szállodában egy gazdag idős hölgy társalkodónőjeként  érkezik és egy véletlen találkozás révén megismerkedik a gazdag Lord Maxim de Winterrel (Armie Hammer), akinek felesége, Rebecca nemrégen rejtélyes módon vesztette életét. Gyors udvarlás után - szinte mesebeli módon - az ifjú hölgy lesz a második Mrs. De Winter, és férjével annak angliai vidéki otthonába, a csodálatos Manderley kastélyába költöznek. Látszólag Mr. De Winter, de főképp a házvezetőnő, Mrs. Danvers (Kristin Scott Thomas), fürkészve lesik a szép fiatalasszony minden gondolatát, az asszonyra mégis nyomasztóan nehezedik az első Mrs de Winter emléke, aki mintha a ház minden tárgyában, szegletében és az ott élők minden gondolatában folyamatosan jelen lenne.
Az új úrnő úgy érzi, hogy Mrs. Danvers minden lépését figyeli, és állandó gyanakvással, rosszindulattal veszi körül. Mrs. De Winter a házvezetőnővel szemben alárendelt, bűntudatos viselkedést vesz fel, mely Mrs. Danvers uralmát tovább növeli, és a férje, Maxim is egyre megközelíthetetlenebbnek tűnik számára sötét emlékekkel teli otthonában. Mrs. Danvers egyre erősebb hálót sző a fiatalasszony köré, s egy nagyszabású bál során csapdába is csalja, amikor ráveszi, hogy a fiatal nő tudatlanul és óvatlanul beöltözzön Rebecca egyik emlékezetes jelmezébe. Úgy tűnik a szorult helyzetből nincs kiút.
Sőt az még tovább romlik, amikor előkerül Rebecca elsüllyedt vitorlása és benne megtalálják a vízbe fúlt Rebecca holttestét is, akit De Winter már korábban azonosítani vélt egy  előkerült holttestben és el is temették. Így újból vizsgálni kezdik az asszony halálának körülményeit. Maxim de Winter a korábbi azonosítás és a hajó preparáltnak tűnő sérülései miatt gyilkosság gyanújába keveredik. Új felesége az egyetlen, akinek elmondja az igazságot (és most először kerülnek igazán közel egymáshoz): valóban jelen volt az első Mrs. de Winter halálakor, de az egy véletlen balesetnek és nem az ő közreműködésének köszönhető. De e balesetben Rebecca szerepét, aki ezt szinte provokálta, maga sem értette. Maxim azt is bevallja, hogy ő maga nem csodálta, hanem valójában már később gyűlölte a mindenki által körülrajongott, de valójában szívtelen asszonyt.
A látszólag kilátástalan helyzet végül mégis megoldódik, de a fiatal feleség segítségével és annak kitartó kiállása révén: kiderül, hogy Rebecca valójában végső stádiumos rákos volt, ezért a rendőrség öngyilkosságként zárja le a rejtélyes halálesetet, majd Mrs. Danvers ezt megtudván felgyújtja a kastélyt és maga is öngyilkosságba menekül, hisz így magát győztesnek érezheti. De persze azt nem tudhatja, hogy a fiatal pár képes-e megújítani kapcsolatukat, pont a rettenetes kaland által szerzett  tapasztalataik révén...

## Szereplők
| Szerep          | Színész              | Magyar hangja (1. szinkron, 2020) |
| --------------- | -------------------- | --------------------------------- |
| Mrs de Winter   | Lily James           | Mórocz Adrienn                    |
| Maxim de Winter | Armie Hammer         | Makranczi Zalán                   |
| Mrs. Danvers    | Kristin Scott Thomas | Kovács Nóra                       |
| Beatrice Lacy   | Keeley Hawes         | Kisfalvi Krisztina                |
| Mrs Van Hopper  | Ann Dowd             | Zsurzs Kati                       |
| Jack Favell     | Sam Riley            | Csőre Gábor                       |
| Frank Crawley   | Tom Goodman-Hill     | Holl Nándor                       |
| Welch felügyelő | Mark Lewis Jones     | Németh Gábor                      |
| Giles Lacy      | John Hollingworth    | Vári Attila                       |
| Dr. Baker       | Bill Paterson        | Várkonyi András                   |
| Ben             | Ben Crompton         | Király Adrián                     |
| Nagyi           | Jane Lapotaire       | Bessenyei Emma                    |
| Robert          | Ashleigh Reynolds    | N/A                               |

## Gyártás
2018 novemberében bejelentették, hogy Ben Wheatley rendezésével Lily James és Armie Hammer játsszák a főszereplőket a filmben, amelyet a Netflix mutat be. 2019 májusában Kristin Scott Thomas, Keeley Hawes, Ann Dowd, Sam Riley és Ben Crompton csatlakoztak a szerepgárdához.
A film forgatása 2019. június 3-án kezdődött. A Dorset-i Cranborne Manor jeleneteket 2019 júliusában vették fel. A forgatásra a devoni Hartland rakparton került sor 2019 július végén.

## Megjelenés
A Manderley-ház asszonya 2020. október 16-án került bemutatásra a brit mozikban, 2020. október 21-én pedig digitálisan jelent meg a Netflixen világszerte.